# Amphoe Pa Phayom
Amphoe Pa Phayom (thailändisch อำเภอ ป่าพะยอม) ist der nördlichste  Landkreis (Amphoe – Verwaltungs-Distrikt) in der Provinz Phatthalung. Die Provinz Phatthalung liegt in der Südregion von Thailand, etwa 840 km südlich von Bangkok auf der Malaiischen Halbinsel.

## Geographie
Benachbarte Distrikte und Gebiete (von Südosten im Uhrzeigersinn): die Amphoe  Khuan Khanun und Si Banphot in der Provinz Phattalung, Amphoe Huai Yot der Provinz Trang sowie Amphoe Cha-uat in der Provinz Nakhon Si Thammarat.

## Geschichte
Pa Phayom wurde am 19. Januar 1990 zunächst als Unterbezirk (King Amphoe) eingerichtet, indem vier Tambon vom Amphoe Khuan Khanun abgetrennt wurden.
Am 7. September 1995 bekam Pa Phayom den vollen Amphoe-Status.

## Ausbildung
Im Amphoe Pa Phayom befindet sich ein Nebencampus der Thaksin-Universität.

## Verwaltung

### Provinzverwaltung
Amphoe Pa Phayom ist in vier Unterbezirke (Tambon) eingeteilt, welche weiter in 39 Dorfgemeinschaften (Muban) unterteilt sind.
| Nr. | Name      | Thai    | Muban | Einw.  |
| --- | --------- | ------- | ----- | ------ |
| 1.  | Pa Phayom | ป่าพะยอม | 07    | 06.039 |
| 2.  | Lan Khoi  | ลานข่อย  | 09    | 08.238 |
| 3.  | Ko Tao    | เกาะเต่า | 13    | 11.964 |
| 4.  | Ban Phrao | บ้านพร้าว | 10    | 07.965 |

### Lokalverwaltung
Es gibt zwei Kleinstädte (Thesaban Tambon) im Landkreis:
- Lan Khoi (เทศบาลตำบลลานข่อย) umfasst Teile den ganzen Tambon Lan Khoi.
- Ban Phrao (เทศบาลตำบลบ้านพร้าว) besteht aus dem gesamten Tambon Ban Phrao.

Die beiden Tambon Pa Phayom und Ko Tao werden jeweils von einer „Tambon-Verwaltungsorganisation“ (TAO, องค์การบริหารส่วนตำบล) verwaltet.